# Oxydia transfindens
Oxydia transfindens là một loài bướm đêm trong họ Geometridae.